# 六角管狀苔屬
六角管狀苔屬（學名：Hexagonocaulon）是已滅絕的一屬苔蘚，生存於中三疊紀，生活在潮濕環境。其化石分布於南半球，包括南極半島。

## 特徵
這種很小的苔蘚植物為貼地生長，植物體扁而寬，每隔1~2公分便會有引人注目的Y型分枝。利用底部的假根附著在地面上。它們有時會產生簡單的孢子。